# بی‌بی پاکدامن
بی‌بی پاکدامن آرامگاهی لاهور پاکستان است که بر عقیده اغلب شیعیان پاکستان آرامگاه شش زن از جمله رقیه فرزند علی ابن ابی‌طالب امام اول شیعیان و همسر مسلم بن عقیل و خواهر عباس ابن علی در آنجا قرار دارد. بر این عقیده، این زنان پس از واقعه کربلا به این منطقه وارد شدند.
عقیده برخی دیگر نیز بر آن است که این بنا آرامگاه زنی به نام رقیه فرزند سید احمد تختی در قرن دوازدهم بوده‌است.
هم اکنون طرح توسعه و بازسازی حرم در حال اجراست و مسئول خانه فرهنگ ایران در لاهور نیز در سال ۱۳۸۸ آمادگی ایران را برای کمک به توسعه حرم اعلام کرده‌است.

## نگارخانه

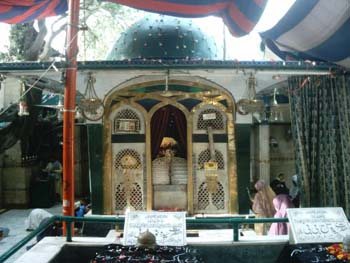